# Aldoth
Aldoth – wieś w Anglii, w Kumbrii. Leży 27 km na zachód od miasta Carlisle i 425 km na północny zachód od Londynu.